# Sabina Veit
Sabina Veit, slovenska atletinja, * 2. december 1985, Maribor.
Veitova je za Slovenijo nastopila na Poletnih olimpijskih igrah 2008 v Pekingu, kjer je v teku na 200 metrov osvojila 5. mesto v tretji skupini predtekmovanja in se ni uvrstila v nadaljnje tekmovanje. 
Na Sredozemskih igrah 2009 v Pescari je v isti disciplini osvojila srebrno medaljo.